# ODB (luchadora)
Jessica Kresa (6 de junio de 1978) es una luchadora profesional estadounidense conocida como O.D.B. (siglas de One Dirty Bitch), conocida por su paso en Total Nonstop Action Wrestling (TNA). Kresa ha sido cuatro veces Campeona Femenina de la TNA y dos veces Campeona Femenina de la OVW, título del cual fue la primera campeona. También ganó en una ocasión el Campeonato Femenino en Parejas de la TNA junto a Eric Young.

## Infancia
Los comienzos de la vida atlética de Kresa son en el hockey sobre hielo, ya que su padre insistió en que practicara dicho deporte. Fue la capitana del primer equipo femenino en su escuela y jugó en la St. Cloud State University durante dos años.
Ella empezó a ver lucha libre cuando era niña. Le gustó ver a luchadores como The Killer Bees. Originalmente quiso ir al programa American Gladiators, pero empezó a entrenar antes en lucha libre.

## Carrera
Kresa empezó en el mundo de la lucha libre apareciendo en el reality show de la WWE, WWE Tough Enough. Llegó a estar entre las 25 primeras, pero perdió en la eliminatoria para pasar a la final del programa. Después de regresar a Minnesota, Kresa empezó a entrenar. Poco después, peleó en promociones independientes, haciendo frente a hombres como Ken Anderson y Shawn Daivari.

### Carrera temprana (2003–2004)
Kresa peleó por primera vez a nivel nacional a principios del 2003 bajo el nombre de O.D.B., peleando contra Trinity en la Total Nonstop Action Wrestling. Volvió a la TNA a principios de 2004 como Poison y tuvo un breve feudo con Trinity. Apareció otra vez en la TNA en octubre de 2004 y derrotó a Tracy Brooks.

### World Wrestling Entertainment (2006–2007)

#### Ohio Valley Wrestling (2006-2007)

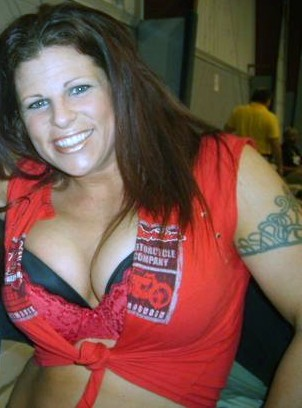
ODB en la Ohio Valley Wrestling.

En junio de 2006, Kresa empezó a trabajar en la OVW como una luchadora heel. Usando el nombre de ODB, Kresa creó el Campeonato de Mujeres de la OVW, pero la OVW no lo reconoció como un título oficial. Durante las siguientes semanas, ODB empezó a cortar las romos de los demás luchadores hasta que el propietario de la OVW, Danny Davis, lo reconoció como campeonato oficial. ODB perdió el título ante Serena en un Fatal Four-Way el 13 de septiembre de 2006 en el cual participaban Beth Phoenix y Katie Lea. En la primavera de 2007, ODB fue la primera "Miss OVW", siendo galardonada con la ayuda de Victoria Crawford. Tuvo un feudo con Lea, peleando el 1 de junio de 2007, ganando por segunda vez el campeonato. ODB perdió el cinturón ante Milena Roucka en un Six-Way Match el 19 de septiembre, pelea en la que también participaron Serena, Melody, Josie y Katie Lea.

### Total Nonstop Action Wrestling (2007-2010)

#### 2007-2008

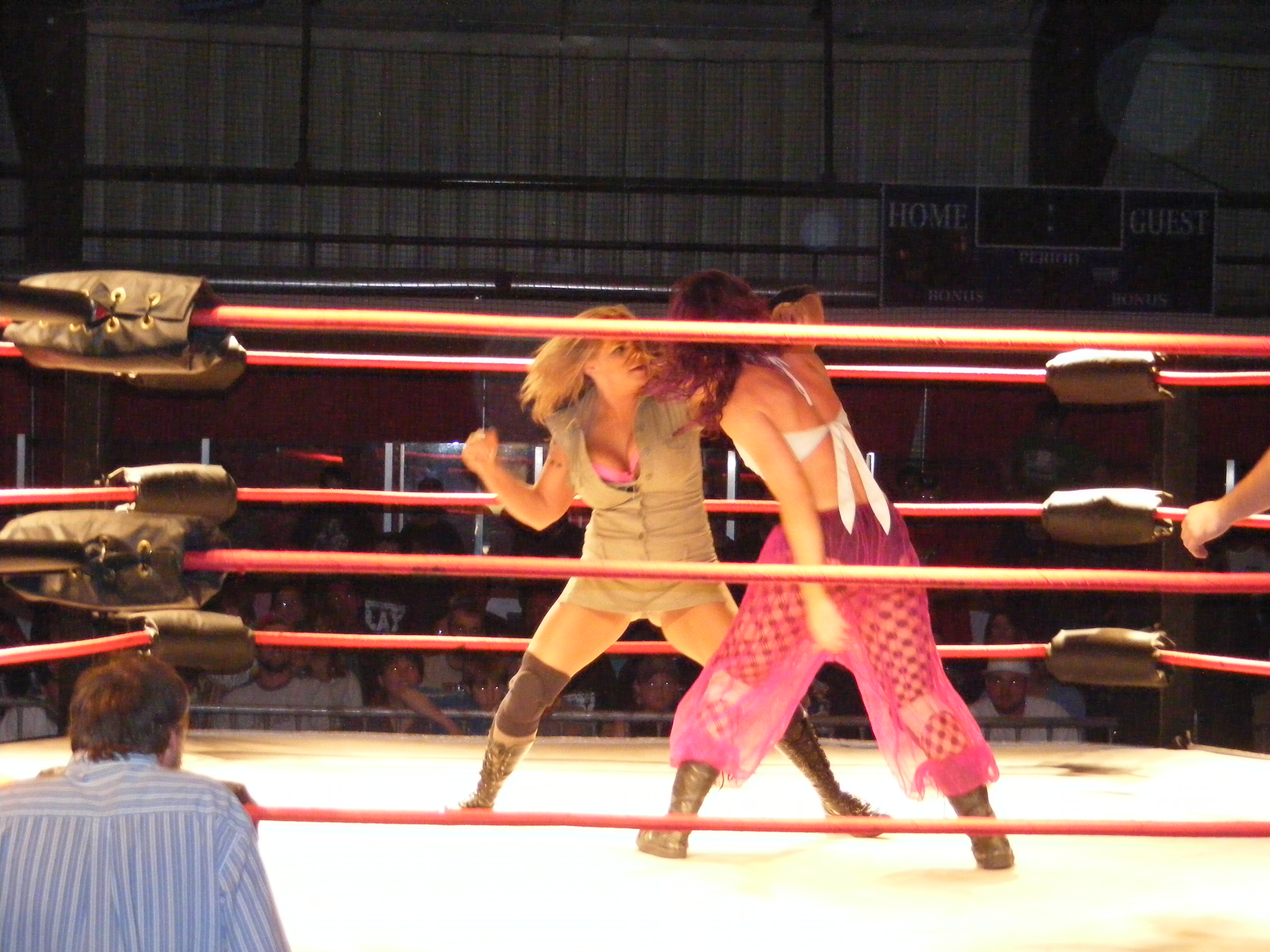
ODB peleando contra Roxxi en la TNA.

La Total Nonstop Action Wrestling contactó con Kresa para que apareciera en el pay-per-view Bound For Glory. Ella aceptó y fue confirmado el 10 de octubre de 2007 en TNA Today cuando fue entrevistada por Jeremy Borash. Además, fue la primera estrella de la OVW que se fue a la TNA en vez de a la WWE. En Bound for Glory participó en una battle royal de 10 Knockouts para coronar a la primera Campeona Femenina de la TNA. Eliminó a Awesome Kong y Angel Williams, pero fue eliminada por Roxxi Laveaux y la pelea, ganada por Gail Kim. Originalmente fue puesta como una luchadora heel, pero por sus habilidades y su gimmick cómico de bebedora creó una reacción positiva del público, por lo que cambió a face.
El 3 de enero de 2008 ganó una battle royal de 8 Knockout para los puestos de la división de mujeres en la TNA. El 17 de enero derrotó a Angelina Love y retó a Awesome Kong a una pelea por el título en Against All Odds. En Against All Odds, O.D.B. fue derrotada por Kong y en Destination X perdió un 3-way match, la cual incluía a Gail Kim y Awesome Kong con el título en juego. En Lockdown, O.D.B. y Gail Kim derrotaron a Awesome Kong y su mánager, Raisha Saeed. En Sacrifice, O.D.B. participó en la primera Knockouts "Make Over Battle Royal" la cual ganó Kim.
A mediados de 2008 O.D.B. empezó un feudo con The Beautiful People, Angelina Love, Velvet Sky y Cute Kip, ganándoles en Bound for Glory IV junto a Rhaka Khan y Rhino.
El 30 de octubre, O.D.B. junto a A.J. Styles, Samoa Joe, Jay Lethal, Consequences Creed, Petey Williams, Eric Young y Motor City Machine Guns formaron una facción de jóvenes luchadores conocidos como TNA Originals para enfrentarse a The Main Event Mafia, enfrentándose a Sharmell y Beautifull People en Final Resolution junto a Roxxi y Taylor Wilde.

#### 2009-2010
En Genesis estaba preparada una pelea entre Christy Hemme y Awesome Kong por el campeonato, pero ambas se lesionaron, así que la pelea fue cambiada a una pelea de tres contra tres, siendo ODB, Roxxi y Taylor Wilde contra Rahessa Shaeed, Bolt y Rhaka Khan. Este enfrentamiento lo ganó ODB cuando hizo la cuenta, lo que le dio una oportunidad por el título frente a Kong en Against All Odds, mismo que perdió.
La semana siguiente participó en un Gaundlet Match para tener otra oportunidad por el título, pero fue eliminada por Madison Rayne y Sojourner Bolt, ganando Bolt la lucha. En Lockdown ganó la Queen of the Cage match, hizo equipo con Tara y Awesome Kong contra The Beautiful people donde su equipo obtuvo la victoria. En Hard Justice derrotó junto a Cody Deaner a Angelina Love y a Velvet Sky, ganando el Campeonato de Knockouts de la TNA, pero Mick Foley lo declaró vacante once días después, ya que había sido Deaner el que había hecho la cuenta. Tras estos acontecimientos, recuperó el título en No Surrender después de vencer a Cody Deaner. Tras esto retuvo el campeonato en Bound for Glory ante Awesome Kong y Tara y en Turning Point peleó junto a las Campeonas Knockout en Parejas de la TNA Sarita & Taylor Wilde en una lucha donde sus campeonatos estaban en juego ante The Beautiful People (Velvet Sky, Madison Rayne & Lacey Von Erich), reteniendo las tres los campeonatos. Sin embargo, en Final Resolution lo perdió ante Tara. Sin embargo, el 4 de enero lo recuperó al derrotar a Tara. Finalmente, ambas se enfrentaron en Genesis con el título en juego, ganándolo Tara. Sin embargo, fue despedida de la empresa.

### Circuito independiente (2010)
Después de su salida, Kresa empezó a luchar en empresas independientes. Luchó en el Aniversario de la World Wrestling Council (WWC), siendo derrotada el 11 de julio fue derrotada por Mickie James en el aniversario de la empresa. Más tarde hizo equipo con Keyla pero fueron derrotadas por Ana Laura y Mickie James

### Regreso a TNA (2011-2014)

#### 2011-2012

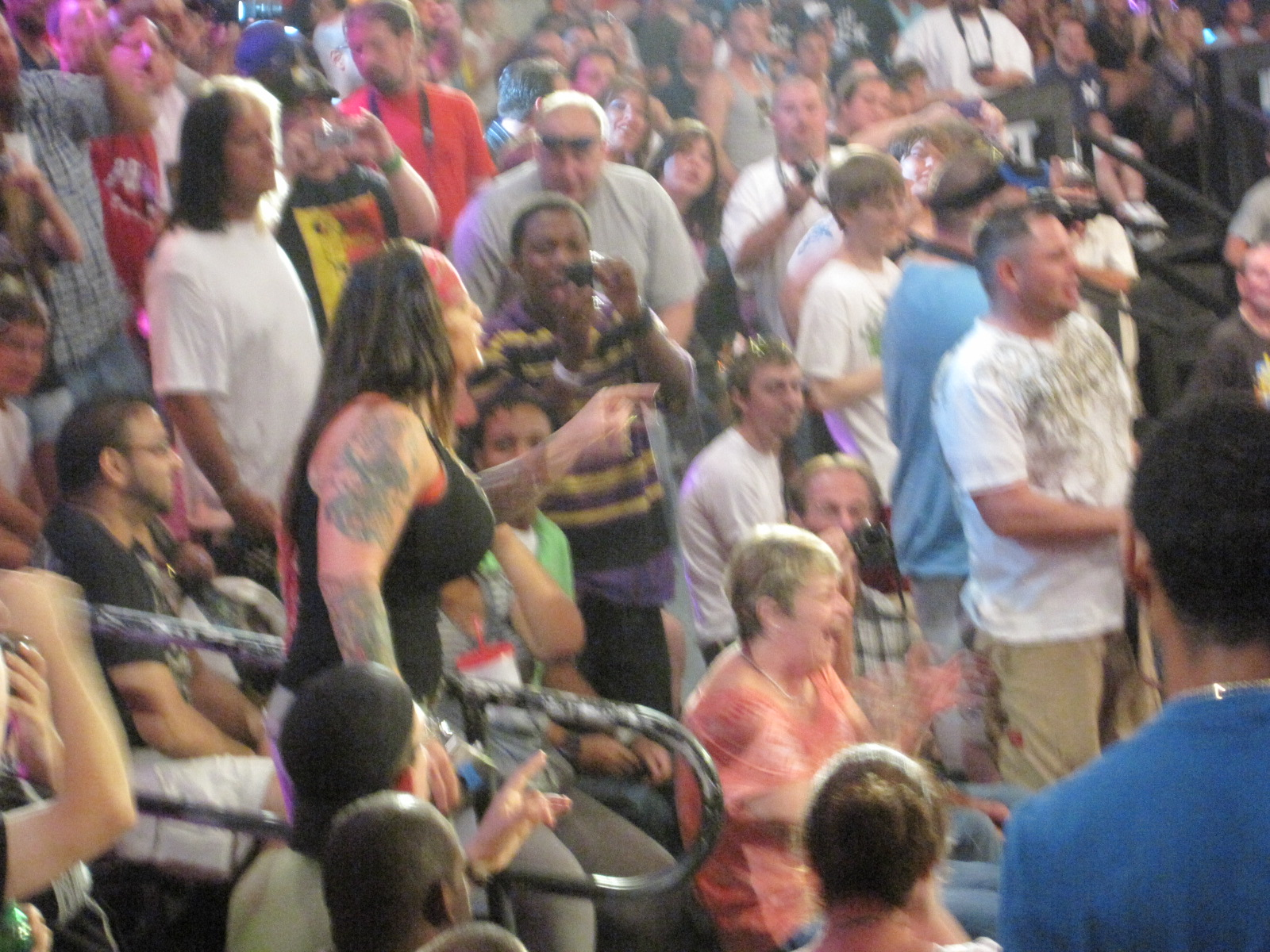
ODB haciendo su regreso a TNA en 2011.

El 24 de febrero, Kresa hizo un regreso a la TNA aceptando el reto lanzado por la Campeona Femenina de TNA Madison Rayne por su título, pero fue derrotada. Luego, regresó definitivamente el 19 de mayo, atacando a Velvet Sky después de que derrotara a Angelina Love & Winter dando un cambio a heel. El 16 de mayo volvió a aparecer, explicando que por culpa de las mujeres como Sky, ella perdió su trabajo en TNA. Ambas se enfrentaron el 9 de junio en Impact Wrestling, donde Sky salió victoriosa. La siguiente semana, ODB le costó a Sky su lucha junto a Ms. Tessmacher contra las Campeonas Femeninas en Parejas de la TNA Sarita & Rosita. Después, junto a Jackie fueron derrotadas por Brooke Tessmacher y Tara, aunque empezaron a mostrar singos face. Dos semanas después, ambas cambiaron a face definitivamente cuando ayudaron a Velvet Sky en una lucha contra Angelina Love, Sarita & Rosita. El 1 de septiembre, la nueva jefa de la división femenina Karen Jarrett las ofreció contratos a tiempo completo a ambas luchadoras. Después peleó en una Knockouts Gunglet Match, para obtener una oportunidad por el Campeona Femenina de TNA, donde fue eliminada por Mickie James. El 1 de diciembre, intentó conseguir otra oportunidad en contra de James en una Street Fight match, pero fue derrotada.
El 22 de septiembre en Impact Wrestling, formó una pareja con Eric Young para participar en el Wild Card Tournament para obtener una oportunidad por el Campeonato Mundial en Parejas de TNA, consiguiendo llegar a la semifinal al derrotar a Anarquía & Shannon Moore. La semana siguiente, fueron eliminados del torneo por Magnus & Samoa Joe. A pesar de su derrota, ambos siguieron juntos como una pareja, empezando una relación amorosa (Kayfabe), teniendo una serie de luchas con Angelina Love & Winter, derrotándolas el 26 de enero en Impact Wrestling. El 28 de febrero (emitido el 8 de marzo) en Impact Wrestling, derrotaron a Gail Kim & Madison Rayne para ganar el Campeonato Femenino en Parejas de la TNA. Después de la lucha, Young le propuso matrimonio a ODB, la cual aceptó. En TNA Lockdown junto a Young retuvieron sus campeonatos ante Mexican America.
Comenzó una rivalidad con Tara y su novio Jesse logrando derrotar a Tara, pero siendo derrotada por Jesse la semana siguiente. El 8 de noviembre en Impact Wrestling logró derrotar a Tara y Jesse en una lucha en desventaja, pero tras el combate fue atacada por los dos. Esto llevó a un combate de parejas junto a Eric Young en Turning Point, donde ganaron el combate después de que Young cubriera a Jesse.

#### 2013 - 2014
En Genesis participó de un Knockout´s Gauntlet Match para ser contendiente al Campeonato Femenino de la TNA, pero fue derrotada por Gail Kim. Tras esto, empezó a ser la árbitro de los combates femeninos de la TNA. El 20 de junio fue despojada del Campeonato Femenino en Parejas de al TNA, debido a que su pareja Young es un hombre. Tras esto, volvió a ejercer como luchadora, empezando un feudo con Gail Kim. El 12 de septiembre de 2013 (emitido el 19 de septiembre) derrotó a Mickie James, ganando por cuarta vez el Campeonato Femenino. Tras esto, fue atacada por la debutante Lei'D Tapa, quien la dejó inconsciente. En Bound for Glory, defendió el título ante Brooke y Gail Kim. Sin embargo, Tapa interfirió en el combate, atacando a ODB y a Brooke, haciendo que Gail Kim ganara el título.
En el show del 10 de abril del 2014 participó en una pelea en contra de Angelina Love, Gail Kim y Brittany para convertirse en la contendiente #1 por el Campeonato Femenino de la TNA, la cual ganó Love.Finalmente el 21 de agosto de 2014 fue despedida de TNA.

### Ring of Honor (2015-2016)
El 3 de enero de 2015, ODB hizo su debut en Ring of Honor, salvando a los hermanos Briscoe de un ataque del reino (Michael Bennett, Matt Taven y Maria Kanellis). En las grabaciones del 24 de enero, The Kingdom derrotó a ODB y The Briscoes después de que Bennett y Taven atacaron a ODB, lo que permitió a Kanellis atraparla. El 1 de marzo en el programa de pago por evento ROH 13th Anniversary Show, ODB ganó venganza al derrotar a Kanellis en un partido individual.

### Segundo regreso a Impact Wrestling (2016, 2017, 2019-2020)
En el episodio del 15 de diciembre de 2016 de Impact Wrestling apodado "Total Nonstop Deletion", ODB hizo una aparición de una noche a TNA para responder al desafío contendiente # 1 de Sienna para el TNA Knockouts Championship en un esfuerzo por perder. Después de que el partido terminó, el dron de Matt Hardy "roto", Vanguard 1, recibió una lancha a motor de ODB.
Dos meses después, el año siguiente, el 2 de marzo, durante las grabaciones de Impact Wrestling, ODB regresó a TNA, derrotando a Laurel Van Ness. El 6 de abril de 2017, durante el episodio de Impact Wrestling, ODB ganó un combate de guantelete para convertirse en la contendiente número uno para el Campeonato Knockouts de Rosemary, un combate que finalmente perdió.
El 2 de noviembre de 2019, Impact Wrestling anunció que las ganancias de sus grabaciones de Melrose Ballroom TV se destinarían a reemplazar su camión de comida que se incendió en Chicago durante el fin de semana de Starrcast y AEW All Out. Ella confirmó que estaría presente, pero no vio comentarios sobre si no estaría luchando en el evento.

### All Elite Wrestling (2019)
El 31 de agosto de 2019, ODB hizo una aparición especial en el evento de All Out de All Elite Wrestling en el pre-show en el Women's Casino Battle Royale por una oportunidad por el Campeonato Mundial Femenino de AEW eliminando a Awesome Kong acompañada con Bea Priestley y Sadie Gibbs y donde fue eliminada por Dr. Britt Baker D.M.D.

### National Wrestling Alliance (2019)
El 14 de diciembre de 2019, en NWA Into the Fire, ODB hizo su debut en la National Wrestling Alliance (NWA) como la compañera de equipo misteriosa de Allysin Kay, derrotando a Marti Belle y Melina.

### Tercer regreso a Impact Wrestling (2021-presente)
¡ODB hizo su tercer regreso a Impact Wrestling en el episodio del 2 de febrero de 2021 de Impact!, donde ayudó a Jazz y Jordynne Grace cuando fueron atacados por Kimber Lee, Susan y la Campeona de Knockouts Deonna Purrazzo.

## Campeonatos y logros
- Midwest Pro Wrestling
  - MPW Cruiserweight Championship (1 vez)[2]

- Ohio Valley Wrestling
  - OVW Women's Championship (2 veces)[4]

- Steel Domain Wrestling
  - SDW Women's Championship (1 vez)[2]

- Texas Wrestling Federation
  - Texas Women's Championship (1 vez)

- United States Wrestling Organization
  - USWO Television Championship (1 vez)

- Total Nonstop Action Wrestling
  - TNA Women's Knockout Championship (4 veces)
  - TNA Knockout Tag Team Championship (1 vez) - con Eric Young.

- Pro Wrestling Illustrated
  - Situada en el Nº14 en el PWI Female 50 en 2008.[34]
  - Situada en el N°15 en los PWI Female 50 de 2009.[35]
  - Situada en el Nº22 en el PWI Female 50 en 2010.[36]
  - Situada en el Nº32 en el PWI Female 50 en 2011.[37]
  - Situada en el Nº21 en el PWI Female 50 en 2012.[38]

## Récord en lasMMA
| 0-1-0 (victorias-derrotas-empates) |              |                    |                  |           |         |        |
| Resultado                          | Oponente     | Método             | Evento           | Fecha     | Asaltos | Tiempo |
| Perdió                             | Kelly Kobold | Submisión (Armbar) | ROF 9 - Eruption | 08/9/2003 | 1       | N/A    |